# خنخنة
خنخنة هي قرية في مقاطعة نقدة، إيران. عدد سكان هذه القرية هو 399 في سنة 2006.